# Assassinat de la famille royale de Serbie
Assassinat de la famille royale de Serbie è un cortometraggio del 1903 diretto da Lucien Nonguet.

## Trama
Assassinio del re e della regina di Serbia, il re e la regina sono stati feriti nei locali del Palazzo e poi gettati da una finestra nel giardino del palazzo dove vengono uccisi da un gruppo di cospiratori.